# Yevgueni Lalenkov
Yevgueni Alexéyevich Lalenkov –en ruso, Евгений Алексеевич Лаленков– (Kiev, URSS, 16 de febrero de 1981) es un deportista ruso que compitió en patinaje de velocidad sobre hielo. Es hijo de la patinadora Valentina Lalenkova.
Ganó tres medallas en el Campeonato Mundial de Patinaje de Velocidad sobre Hielo en Distancia Individual entre los años 2007 y 2012.
Participó en tres Juegos Olímpicos de Invierno, entre los años 2002 y 2010, ocupando el quinto lugar en Turín 2006, en la prueba de persecución por equipos.

## Palmarés internacional
| Campeonato Mundial en Distancia Individual | Campeonato Mundial en Distancia Individual | Campeonato Mundial en Distancia Individual | Campeonato Mundial en Distancia Individual |
| Año                                        | Lugar                                      | Medalla                                    | Prueba                                     |
| ------------------------------------------ | ------------------------------------------ | ------------------------------------------ | ------------------------------------------ |
| 2007                                       | Salt Lake City (Estados Unidos)            | Medalla de bronce                          | Persecución por equipos                    |
| 2008                                       | Nagano (Japón)                             | Medalla de plata                           | 1000 m                                     |
| 2012                                       | Heerenveen (Países Bajos)                  | Medalla de bronce                          | Persecución por equipos                    |